# 旧什未林
旧什未林（德語：Alt Schwerin，德語發音：[ˈalt ʃveˈʁiːn]）是德国梅克伦堡-前波美拉尼亚州的市镇，隶属于梅克伦堡湖区县。总面积为44.44平方千米，截至2023年12月31日总人口为547人。